# Гамма-сходимость
Γ-сходимость (Гамма-сходимость) – концепция сходимости функционалов, возникающая в вариационном исчислении, а также при изучении дифференциальных уравнений в частных производных.

## Определение
Пусть   {\displaystyle X} – топологическое пространство. Тогда последовательность функционалов   {\displaystyle F_{n}:X\to [0,+\infty )}   Γ-сходится к {\displaystyle F}, если
- Для любой последовательности  {\displaystyle x_{n}\in X}, такой что {\displaystyle x_{n}\to x} при  {\displaystyle n\to \infty },

{\displaystyle F(x)\leq \liminf \limits _{n\to \infty }F_{n}\left(x_{n}\right)}.
- Для любого  {\displaystyle x\in X} существует последовательность  {\displaystyle x_{n}}, сходящаяся к {\displaystyle x}, такая что

{\displaystyle F(x)\geq \limsup \limits _{n\to \infty }F_{n}\left(x_{n}\right)}.
Первое условие означает что  {\displaystyle F} является асимптотической нижней гранью  {\displaystyle F_{n}}. Второе условие означает что эта нижняя грань является точной.

## Свойства
- Сходимость минимизирующих последовательностей: если {\displaystyle F_{n}}  Γ-сходится к {\displaystyle F},  и если {\displaystyle x_{n}} является минимизирующей последовательностью  {\displaystyle F_{n}}, тогда любая предельная точка последовательности {\displaystyle x_{n}} является (локальным) минимумом {\displaystyle F}.
- Γ-предел всегда является слабо полунепрерывным снизу (а следовательно, и полунепрерывным снизу).
- Γ-сходимость стабильна относительно непрерывных возмущений: Если {\displaystyle F_{n}}  Γ-сходится  к {\displaystyle F}, и если  {\displaystyle G:X\to [0,+\infty )} – непрерывна, тогда {\displaystyle F_{n}+G}  Γ-сходится к {\displaystyle F+G}.
- Постоянная последовательность {\displaystyle F_{n}=F} не обязательно Γ-сходится к {\displaystyle F}. Тем не менее,  она сходится к "релаксации" {\displaystyle F} – к наибольшему полунепрерывному снизу функционалу, ограниченному сверху функционалом {\displaystyle F}.

## Приложения
Одним из наиболее важных приложений {\displaystyle \Gamma }-сходимости является теория упругости.